# NGC 6870
NGC 6870 је спирална галаксија у сазвежђу Телескоп која се налази на NGC листи објеката дубоког неба.
Деклинација објекта је - 48° 17' 12" а ректасцензија 20h 10m 10,4s. Привидна величина (магнитуда) објекта NGC 6870 износи 12,4 а фотографска магнитуда 13,2. Налази се на удаљености од 52,500 милиона парсека од Сунца. NGC 6870 је још познат и под ознакама ESO 233-41, AM 2006-483, IRAS 20065-4826, PGC 64197.